# Dmitrij Erastovich Janischewsky
Dmitrij Erastovich Janischewsky (russo: Дми́трий Эра́стович Янише́вский) (Kazan, 5 de fevereiro de 1875 — Leningrado, 22 de dezembro de 1944) foi um geobotânico soviético/russo. Trabalhou no Instituto de Botânica da Academia de Ciências da URSS de 1932 a 1944.